# فضای سه‌بعدی

نمایش یک نقطه در فضای سه بعدی با استفاده از دستگاه مختصات دکارتی.

در هندسه، فضای سه بُعدی (فضای 3D) ساختاری ریاضی است که در آن، برای تعیین موقعیت یک نقطه، سه مقدار (مختصات) لازم است. به زبان عِلمی تر، فضای سه بعدی، فضای اقلیدسی بُعد سه است که جهان فیزیکی اطراف ما را مُدل سازی می‌کند.
ابعاد (مختصات) سه‌گانه معمولاً به نام‌های طول، عرض و ارتفاع (عمق یا بُلندی) شناخته می‌شوند؛ اگرچه، این نامگذاری اختیاری است.

## جزئیات
در هندسه تحلیلی هر نقطه موجود در فضای سه بعدی در دستگاه مختصات دکارتی با سه عدد {\displaystyle x}،{\displaystyle y} و {\displaystyle z} مشخص می‌شود. دستگاه‌های دیگری نیز برای نمود یک نقطه در فضای سه بعدی وجود دارند که معروفترین‌ها عبارتند از دستگاه مختصات کروی و دستگاه مختصات استوانه‌ای.

دستگاه مختصات دکارتی
دستگاه مختصات استوانه‌ای
دستگاه مختصات کروی

## نگارخانه
چند نمونه از  چند وجهی های منتظم در فضای سه بعدی: